# Татьянина ночь (сериал, 2014)
«Татьянина ночь» ― российский мелодраматический телесериал режиссера Виктора Бутурлина.

## Сюжет
Москва начала 1980-х. Таня Голубева — настоящее воплощение крылатой фразы «студентка, комсомолка, спортсменка и просто красавица». Ее папа — профессор МГУ, мама — тренер по художественной гимнастике. Родители души не чают в дочке, в университете Таня — самая блестящая студентка, собирающаяся замуж за однокурсника.
Казалось бы, впереди у нее прекрасная жизнь. Но родители попадают в аварию, в результате которой отец погибает, а мать попадает в больницу. Татьяне приходится быстро повзрослеть. Как понять, кто на самом деле поддерживает ее в непростой ситуации, а кто — наживается на ее горе? Где достать денег на дорогостоящее лечение матери? Как одной справиться со свалившимся горем?

## В ролях
- Кристина Бродская ― Татьяна
- Алексей Фатеев ― Юрий
- Людмила Титова ― Лариса, мать Татьяны
- Александр Феклистов ― Александр, отец Татьяны
- Юлия Галкина ― Софи
- Павел Артемьев ― Пётр
- Марина Куделинская ― Регина

## Съёмки
По сюжету, большая часть действия происходит в Московском доме моды, в который поступает на работу главная героиня. С воссозданием облика этого заведения помогал модельер Вячеслав Зайцев, долгое время служивший там художественным руководителем. Кстати, прототип Зайцева появляется в сериале — в Доме мод там работает Слава Волков.

Кристина Бродская о сериале: 
Прежде всего, в этой роли меня привлек решительный характер героини, как она выходит из сложных обстоятельств, в которые попала ее семья.

## Статьи и публикации
- Что посмотреть по ТВ с 28 сентября по 4 октября.
- «Татьянина ночь»: чего ждать зрителям от сериала, Первый канал.
- Кто есть кто в сериале «Татьянина ночь».